# 하남중학교 (광주)
하남중학교(河南中學校)는 대한민국 광주광역시 광산구 월곡동에 위치한 공립 중학교이다.

## 학교 연혁
- 1992년 2월 16일 : 하남중학교 설립인가
- 1992년 3월 6일 : 개교 및 입학식(남 2, 여 2학급)
- 2024년 3월 1일 : 제14대 김금화 교장 취임
- 2025년 1월 10일 : 제31회 졸업식(202명) 총 졸업생수 8,206명
- 2025년 3월 4일 : 제34회 입학식 (남 99명, 여 102명 계 201명 8학급)

## 참고 자료
- 하남중학교 - 한국교육학술정보원 학교알리미